# Rede de Cuidados à Pessoa com Deficiência
A Rede de Cuidados à Pessoa com Deficiência é um conjunto articulado de serviços, ações e profissionais voltados para o atendimento e apoio às pessoas com deficiência, com o objetivo de melhorar o acesso e a qualidade do atendimento no Sistema Único de Saúde (SUS). Foi estabelecida pela Portaria de Consolidação N° 3/GM/MS em 28 de setembro de 2017, com a proposta de atender pessoas com deficiências temporárias ou permanentes, progressivas, regressivas, estáveis, intermitentes ou contínuas. O surgimento dessa rede se deu em resposta à necessidade de ampliar e qualificar a atenção às pessoas com deficiência, promovendo uma abordagem mais integrada e efetiva no SUS. A criação da Política Nacional de Saúde da Pessoa com Deficiência, em 2002, também foi fundamental para a implantação das Redes Estaduais de Assistência, focando especialmente nas ações de reabilitação.
Além de oferecer cuidados de saúde, especialmente em reabilitação auditiva, física, intelectual, visual e para pessoas com múltiplas deficiências, a Rede também visa desenvolver ações de prevenção e identificação precoce de deficiências nas diferentes fases da vida: pré-natal, infância, adolescência e vida adulta.

## Objetivos da Rede
A Rede apresenta basicamente três grandes objetivos: ampliar o acesso e melhorar o atendimento às pessoas com deficiência, sejam elas temporárias ou permanentes, progressivas, regressivas, estáveis, intermitentes ou contínuas, dentro do SUS; aproximar as pessoas com deficiência e suas famílias dos serviços de saúde, e garantir os serviços estejam articulados e integrados, qualificando o cuidado.
Seus objetivos específicos são:
- Oferecer cuidados de saúde com foco na reabilitação da deficiência auditiva, física, intelectual, visual e para múltiplas deficiências;
- Elaborar ações de prevenção e detecção precoce de deficiências em diversas fases da vida, como o pré-natal, a infância, adolescência e adulta;
- Expandir a disponibilidade de órteses, próteses e meios auxiliares de locomoção (OPM);
- Facilitar a reabilitação e reintegração de pessoas com deficiência, assegurando acesso ao trabalho, moradia e renda, em cooperação com órgãos de assistência social;
- Oferecer capacitação contínua para profissionais da saúde;
- Desenvolver iniciativas em parceria com organizações governamentais e da sociedade civil para promover e prevenir a saúde.
- Divulgar informações sobre os direitos das pessoas com deficiência, medidas de prevenção e serviços disponíveis por meio de materiais informativos como guias e cartilhas.
- Organizar e regulamentar as demandas e serviços da Rede de Cuidados à Pessoa com Deficiência.
- Estabelecer indicadores para acompanhar e avaliar a qualidade dos serviços e a eficácia do atendimento à saúde.

## Diretrizes da Rede
O funcionamento da Rede se fundamenta em:
- Apoio aos direitos humanos, garantindo que as pessoas com deficiência tenham autonomia, independência e liberdade para tomar suas próprias decisões;
- Promoção da equidade e respeito às diferenças, combatendo estigmas e preconceitos;
- Garantia de acesso a serviços de qualidade, oferecendo cuidados integrais com uma equipe multiprofissional que trabalha de forma integrada;
- Foco em um atendimento humanizado, centrado nas necessidades das pessoas;
- Diversificação das estratégias de cuidado e desenvolvimento de atividades nas comunidades para promover a inclusão social, autonomia e cidadania;
- Ênfase em serviços comunitários, com a participação e controle dos usuários e suas famílias;
- Organização dos serviços em uma rede regional de saúde, com ações intersetoriais para garantir um cuidado completo.
- Promoção de estratégias de educação contínua;
- Desenvolvimento de cuidados específicos para pessoas com deficiência física, auditiva, intelectual, visual, ostomia e múltiplas deficiências, com um foco no projeto terapêutico individual;
- Incentivo à pesquisa clínica e inovação tecnológica em reabilitação, em colaboração com o Centro Nacional de Tecnologia Assistiva.

## Componentes da Rede
A Rede de saúde está atualmente organizada em três partes principais: Atenção Básica, Atenção Especializada em Reabilitação e Atenção Hospitalar e de Urgência e Emergência. Cada uma delas está conectada por um conjunto de ações, regras e procedimentos que definem como os cuidados devem ser feitos e como as pessoas são atendidas de um ponto a outro.

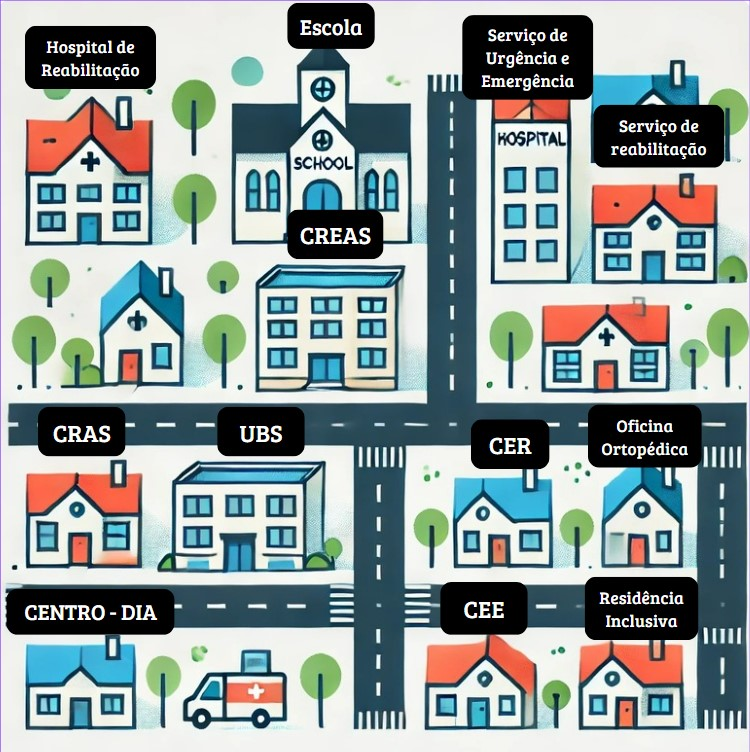
Componentes da Rede de Cuidados à Pessoa com Deficiência

A Rede de Cuidados à Pessoa com Deficiência é composta por uma variedade de serviços e ações que visam garantir um atendimento abrangente às pessoas com deficiência. Essa rede se organiza em diferentes níveis de atenção:

### Atenção Básica
Tem como atribuições, coordenar o cuidado, ordenar as redes de atenção à saúde, identificar riscos, necessidades e demandas de saúde e utilizar e articular diferentes tecnologias de cuidado individual e coletivo. As Unidades Básicas de Saúde (UBS), o Núcleo de Apoio à Saúde da Família (NASF) e a Atenção Odontológica são os pontos de atenção da Atenção Básica.

### Atenção Especializada em Reabilitação
Promove ações de reabilitação auditiva, física, intelectual, visual, ostomia e em múltiplas, além de fornecer equipamentos e suporte para pessoas com deficiência e atender suas necessidades odontológicas. Todas essas ações são conduzidas por diferentes pontos de atenção, como: estabelecimentos de saúde habilitados em apenas um Serviço de Reabilitação, Centros Especializados em Reabilitação (CER) e os Centros de Especialidades Odontológicas (CEO).
Na Atenção Especializada em Reabilitação, o CER, possui um modelo de atenção integral e não fragmentado, como costumava ser o tratamento dessas pessoas, direcionado para cada tipo de deficiência, individualmente. Cada modalidade de CER é formada uma equipe de profissionais de diferentes áreas conforme os tipos de deficiência que o ele atende.

### Atenção Hospitalar e de Urgência e Emergência
Essa Rede é formada por Unidades de Pronto Atendimento (UPA), Serviços de Atendimento Móvel de Urgência (SAMU) e Hospitais de Emergência, que tem como responsabilidade:
- Realizar o acolhimento, classificação de risco e cuidado nas situações de urgência e emergência das pessoas com deficiência;
- Instituir equipes de referência em reabilitação;
- Ampliar o acesso e qualificar a atenção à saúde para pessoa com deficiência em leitos;
- Ampliar o acesso regulado da atenção à saúde para pessoas com deficiência em hospitais e
- Ampliar o acesso às urgências e emergências odontológicas.